# Wolfgang Neefe
Wolfgang Neefe (* 5. November 1928 in Weimar) ist ein ehemaliger deutscher Politiker und Funktionär der DDR-Blockpartei National-Demokratische Partei Deutschlands (NDPD).

## Leben
Wolfgang Neefe ist der Sohn eines Verwaltungsangestellten. Nach Besuch der Volks- und der Mittelschule nahm er eine kaufmännische Lehre auf, die er mit der Kaufmannsgehilfenprüfung abschloss. Danach war er als kaufmännischer  Geschäftsführer tätig.

## Politik
Er trat der nach dem Zweiten Weltkrieg in der Sowjetischen Besatzungszone neugegründeten NDPD bei. Bei den Wahlen zur Volkskammer war Neefe Kandidat der Nationalen Front der DDR. Von 1967 bis 1976 war er Mitglied der NDPD-Fraktion in der Volkskammer der DDR.